# Conway (Dakota del Nord)
Conway és una població dels Estats Units a l'estat de Dakota del Nord. Segons el cens del 2000 tenia 23 habitants.

## Demografia
Segons el cens del 2000, Conway tenia 23 habitants, 9 habitatges, i 7 famílies. La densitat de població era de 40,4 hab./km².
Dels 9 habitatges en un 33,3% hi vivien nens de menys de 18 anys, en un 55,6% hi vivien parelles casades, en un 11,1% dones solteres, i en un 22,2% no eren unitats familiars. En el 22,2% dels habitatges hi vivien persones soles el 22,2% de les quals corresponia a persones de 65 anys o més que vivien soles. El nombre mitjà de persones vivint en cada habitatge era de 2,56 i el nombre mitjà de persones que vivien en cada família era de 3.
Per edats la població es repartia de la següent manera: un 30,4% tenia menys de 18 anys, un 0% entre 18 i 24, un 26,1% entre 25 i 44, un 17,4% de 45 a 60 i un 26,1% 65 anys o més.
L'edat mediana era de 36 anys. Per cada 100 dones de 18 o més anys hi havia 77,8 homes.
La renda mediana per habitatge era de 20.833 $ i la renda mediana per família de 22.083 $. Els homes tenien una renda mediana de 33.750 $ mentre que les dones 16.875 $. La renda per capita de la població era de 9.176 $. Cap de les famílies i el 10,3% de la població estaven per davall del llindar de pobresa.

## Poblacions més properes
El següent diagrama mostra les poblacions més properes.